# Теорема Бендиксона об отсутствии замкнутых траекторий
Теорема Бендиксона утверждает, что если дивергенция векторного поля на плоскости (или двумерном многообразии) знакопостоянна  и отлична от нуля в некоторой односвязной области, то отсутствуют замкнутые фазовые кривые этого поля, целиком лежащие в этой области. В частности, признак позволяет показать, что в области отсутствуют предельные циклы.
Теорема Бендиксона является частным случаем критерия Дюлака.

## Строгая формулировка
Рассмотрим векторное поле {\displaystyle v(x)}, заданное в некоторой односвязной области {\displaystyle U} {\displaystyle (x\in U\subset \mathbb {R} ^{2})}. Допустим, что во всей области {\displaystyle U} дивергенция поля {\displaystyle v} не меняет знак и отлична от нуля. Тогда фазовые кривые автономного дифференциального уравнения {\displaystyle {\dot {x}}=v(x)} не имеют замкнутых траекторий, целиком лежащих в {\displaystyle U}.
Не ограничивая общности, в дальнейшем будем считать, что дивергенция имеет положительный знак. Если поле {\displaystyle v} записывается в координатах как {\displaystyle v(x)={\big (}v_{1}(x_{1},x_{2}),v_{2}(x_{1},x_{2}){\big )}}, то условие теоремы записывается в виде
{\displaystyle {\frac {\partial v_{1}}{\partial x_{1}}}+{\frac {\partial v_{2}}{\partial x_{2}}}>0}
для всех {\displaystyle x\in U}.

## Доказательство
Будем рассуждать от противного. Предположим, что существует замкнутая траектория {\displaystyle \gamma \subset U}. Рассмотрим поток поля {\displaystyle v} через контур {\displaystyle \gamma }:
{\displaystyle h=\oint \limits _{\gamma }v(x)\,dl.}
Поскольку поле касается контура, этот поток равен нулю. С другой стороны, согласно формуле Грина, этот поток равен интегралу от дивергенции поля по области {\displaystyle V}, ограниченной {\displaystyle \gamma } и лежащей в {\displaystyle U} в силу односвязности последней:
{\displaystyle h=\int \limits _{V}\operatorname {div} v(x)\,dx_{1}dx_{2}>0.}
Последнее неравенство справедливо в виду знакопостоянства подынтегрального выражения. Противоречие доказывает теорему.